# Franklin Nieves
Franklin Nieves es un abogado venezolano especializado en derecho penal que fue el fiscal encargado del juicio de Leopoldo López junto con la fiscal Narda Sanabria. Nieves voló con su familia a Estados Unidos el 20 de octubre de 2015, tras viajar a través de Aruba para no levantar alertas ni sospechas del régimen. A través de un video, el funcionario en ejercicio de sus funciones aún, acusó al presidente Nicolás Maduro de ordenar la aprehensión  de Leopoldo López, además de denunciar las presiones y amenazas que recibió para incorporar las pruebas falsas para el juicio y obtener la condena de Leopoldo. El 27 de octubre de 2015, Luisa Ortega desde el Noticiero Venevisión lo destituye alegando que las declaraciones eran falsas.

## Carrera
Estudió en la Universidad Santa María; en el 2005, fue uno de los encargados de llevar el caso contra los funcionarios policiales responsables por la masacre de Kennedy, en la que murieron tres estudiantes en la parroquia Macarao de Caracas. Es uno de los fiscales responsables del caso contra el periodista Leocenis García, presidente del Grupo 6.º Poder, acusado de legitimación de capitales. En el 2013, también fue uno de los fiscales que acusó al director de traslados del ministerio de Servicios Penitenciarios, Álvaro Marcano Báez, por presuntamente facilitar el escape de Emiliano José Zapata, preso de El Rodeo.
En 2014 se encargó junto a la fiscal Narda Sanabria de acusar al político Leopoldo López por los sucesos del 12 de febrero en la sede de la fiscalía. El juicio contra el dirigente de Voluntad Popular terminó el 10 de septiembre de 2015 con una sentencia que reafirmó la pena solicitada por la fiscalía, 13 años, 9 meses y 7 días de cárcel.

## Exilio
El 23 de octubre de 2015 huyó a Estados Unidos y declaró que el juicio fue una «farsa» y que fue presionado por altos funcionarios del gobierno venezolano. El 27 de octubre de 2015, durante una entrevista en CNN en Español, afirmó que en febrero de 2014, el general de brigada Manuel Gregorio Bernal Martínez, entonces jefe del SEBIN, le ordenó por exigencia directa del presidente Maduro detener a López. Cuando Nieves pidió la documentación acerca de las pruebas de los crímenes, Bernal declaró que no tenía ninguna, sin embargo, un oficial del SEBIN se encargaría de fabricar los documentos necesarios para enjuiciar a López. El fiscal Nieves comentó: «Ellos fabricaron esos hechos en el momento». Nieves también acusó Diosdado Cabello, entonces presidente de la Asamblea Nacional, de dirigir el juicio contra López.
Luisa Ortega Díaz, fiscal general de Venezuela acusada de exigir a los fiscales construir pruebas en contra de López, negó las acusaciones de Nieves y descartó que tengan alguna consecuencia judicial, algo en lo que también estuvo de acuerdo el Defensor del Pueblo. El gobierno de Venezuela rechazó las declaraciones de Estados Unidos sobre el tema considerándolas «insolentes» y una forma «vulgar» de «amenazar y chantajear fiscales». Nieves negó las acusaciones en su contra, diciendo que «Si estaba presionado, era, sin duda, por elementos externos».
El 15 de enero de 2018, la exfiscal general de Venezuela, Luisa Ortega Díaz, después de haber sido destituida el 6 de agosto de 2017 por la Asamblea Constituyente confesó que el número dos del chavismo, Diosdado Cabello, la presionó para procesar al líder opositor Leopoldo López, invitando a sus colegas a denunciar las arbitrariedades del sistema judicial venezolano.